# (5592) Oshima
(5592) Oshima ist ein Asteroid des Asteroiden-Hauptgürtels, der am 14. November 1990 von den japanischen Astronomen Kenzō Suzuki und Takeshi Urata an der Sternwarte von Toyota (IAU-Code 881) in Japan entdeckt wurde. Sichtungen des Asteroiden hatte es vorher schon im September 1955 unter der vorläufigen Bezeichnung 1955 RA am Goethe-Link-Observatorium in Brooklyn im US-Bundesstaat Indiana gegeben.
Der Asteroid gehört zur Veritas-Familie, einer Gruppe von Asteroiden, die nach (490) Veritas benannt ist und vermutlich vor 8,3 (± 0,5) Millionen Jahren durch das Auseinanderbrechen eines 150 km durchmessenden Asteroiden entstanden ist.
Der Asteroid wurde nach dem japanischen Astronomen Yoshiaki Ōshima (* 1952) benannt.